# François Provencher
François Provencher était un musicien québécois spécialisé en musique chorale et chef de chœur.

## Activités au Québec
- Fondateur et directeur du chœur V’là l’bon vent de 1958 à 1972 (concerts et tournées dans tout le Québec, au Canada, en Europe et au Japon).
- Fondateur de l’Alliance chorale canadienne en 1960 (devenue plus tard À Cœur joie Canada et l’Alliance des chorales du Québec).
- Cofondateur, avec Gilles Breton, des Éditions du temps (pour publications de musiques chorales) et du mouvement Chanson Nouvelle (pour la promotion de la chanson d’aujourd’hui en fonction du spectacle choral.
- Directeur-fondateur de l’ensemble vocal Fréquences et du groupe national québécois Gens du pays, ainsi que du groupe Crédo.
- Directeur-fondateur depuis 1990 des groupes Coup d’chœur et La Clé des Saisons.
- Harmonisateur et metteur en scène des spectacles chorals.
- Récipiendaire, en 1984, de l’Ordre du Mérite Choral National au Québec.
- Récipiendaire, en 2013, du Prix Dollard-Morin remis par le Ministère de l'Éducation du Québec

## Activités hors du Québec
- Cofondateur du Conseil International du mouvement À Cœur joie (France, Belgique, Canada, Suisse et Maroc).
- Depuis 1962, animateur et chef d’atelier au rassemblements chorals internationaux de Vaison-la-Romaine et Troyes (France), Bruxelles (Belgique), Genève (Suisse), Dakar (Sénégal), Shédiac (Nouveau-Brunswick au Canada]), Brașov (Roumanie).
- Fondateur du mouvement choral français Chanson contemporaine. (Mêmes objectifs que Chanson Nouvelle ci-haut)
- Chef de chœur associé au mouvement Chœurs de France et participation aux rencontres vocales d’Uzès ainsi qu’aux Retrouvailles de Bourges.
- Directeur du groupe le Cora d’Abidjan (Côte d’Ivoire) de 1973 à 1976.
- Fondateur et directeur du groupe Franco-suisse Les Couleurs du Temps de 1980 à 1984, ainsi que des Gens du pays à Dakar (Sénégal) de 1978 à 1980.
- En tant que directeur d’ensembles québécois, tournées en France, en Belgique et en Suisse des groupes Credo (1988 et 1993), Gens du pays (1990 et 1993), Chœur en Voyage (Europe 1995 et 1996, Équateur en 1997). Tournées en Europe du groupe vocal Coup d’chœur (France, Belgique et Roumanie) en 1999, 2001, 2002. ...et de La Clé des Saisons (France, Roumanie, Russie,) et projet Corse-Italie pour septembre 2007.
- En Suisse pour l'harmonisation d'une pièce de théâtre à L'Arbanel en novembre 2010

## Discographie
- V'la l'Bon Vent ; François Provencher;  Germain Gosselin; Notre-Dame-du-Cap [Québec] : Production Radio-Marie, 196?. (OCLC 42897187)
- Fête nationale du Canada, 1er juillet 1963. ; François Provencher;  Mary Schmon; Montréal : Canadian Broadcasting Corp. International Service, 1963. (OCLC 29235552)